# Élection à la direction du Parti national écossais de 2024
L'élection à la direction du Parti national écossais de 2024 se tiennent du 29 avril au 6 mai 2024, pour élire le nouveau chef de file du Parti national écossais. Ce dernier, une fois désigné, doit ensuite devenir Premier ministre d'Écosse après le vote du parlement écossais. L'élection intervient à la suite de l'annonce de la démission du premier ministre Humza Yousaf le 29 avril 2024 après la chute de sa coalition avec le Parti vert écossais.
Cette élection à la direction du parti a lieu près d'un an après la précédente élection à la suite également de la démission de la première ministre écossaise Nicola Sturgeon. Les candidatures sont ouvertes depuis la date de l'annonce de Yousaf et doivent prendre fin le 6 mai.
Ainsi le 6 mai, n'ayant aucun autre candidat se présentant contre lui, John Swinney, ancien chef du SNP de 2000 à 2004 et ancien vice-Premier ministre dans les gouvernements de Nicola Sturgeon, est désigné à l'unanimité comme nouveau chef à la tête du SNP.

## Contexte
Après la démission de Nicola Sturgeon en février 2023 (première ministre d'Écosse depuis 2014), des élections se tiennent pour désigner un nouveau chef de parti. C'est finalement Humza Yousaf, favori de l'élection et secrétaire à la Santé et à la Protection sociale depuis 2021, qui est élu le 27 mars 2023 avec 26 032 voix sur 50 494 exprimées (soit 52,1 %). Il forme un gouvernement en suivant les termes de l'accord Bute House (en) entre le Parti national écossais (SNP) et le Parti vert écossais (SGP) ayant conduit au troisième gouvernement Sturgeon en août 2021 et l'arrivée de deux ministres du SGP au gouvernement.
Yousaf soutien initialement cet accord et fait campagne sur sa poursuite lors des élections de 2023. Plusieurs voix au sein du SNP se sont élevés au cours de la campagne et suivant la formation du nouveau gouvernement, critiquant l'accord et le SGP. En avril 2024, la secrétaire à l'Économie du bien-être, à la Neutralité carbone et à l'Énergie Màiri McAllan annonce que l'objectif initial de réduire les émission carbone de 75% d'ici à 2030 est « hors de portée » et retire ce projet des priorités du gouvernement. Cette annonce entraine un scandale parmi le SGP qui annonce la tenue d'une assemblée générale pour discuter de l'avenir de l'accord gouvernemental. Prenant les devants, Yousaf annonce lors d'une réunion à la Bute House la fin de l'accord et le renvoi des deux ministres verts. 
À l'annonce de la fin de l'accord de gouvernement avec les Verts écossais le 25 avril 2024, le gouvernement Yousaf se retrouve en minorité au parlement et devient rapidement la cible de deux motions de défiance à son encontre - l'une du parti conservateur et l'autre du parti travailliste. Face à l'incertitude de ce scrutin, le premier ministre Humza Yousaf annonce le 29 avril 2024 sa démission et appelle à de nouvelles élections au sein du SNP,.

## Mode de scrutin

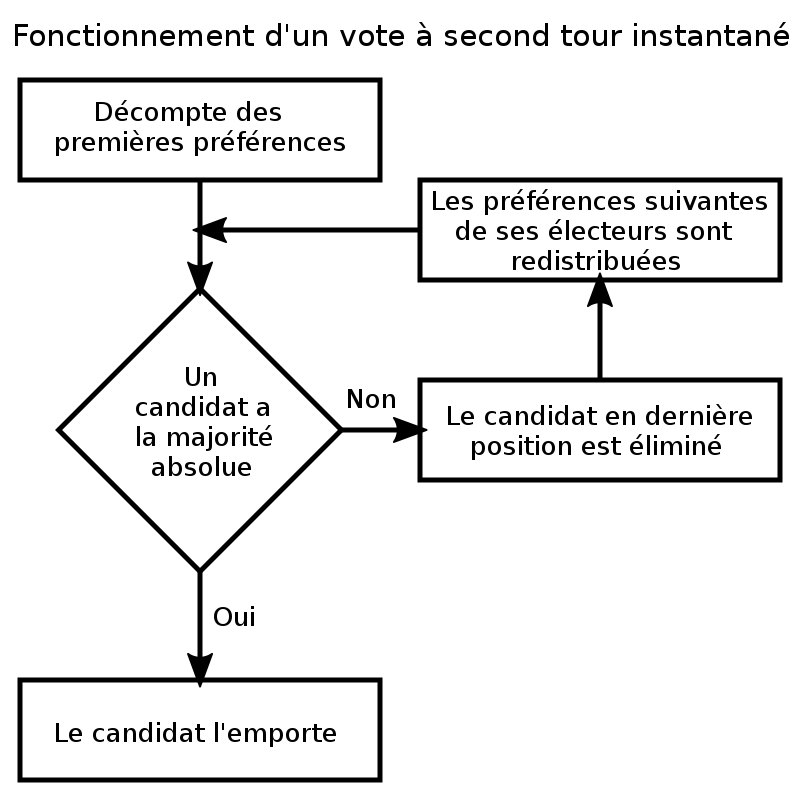
Fonctionnement d'un vote à second tour instantané

Le chef du SNP est élu par les adhérents du parti selon un système de vote à second tour instantané. Les adhérents inscrivent sur leur bulletin leurs premières puis secondes préférences parmi les candidats retenus. Si aucun n'arrive à avoir la majorité absolue des premières préférences, un second tour est automatiquement réalisé à partir des secondes préférences indiquées des voix du candidat arrivé dernier au premier tour.
Ce système permet d'avoir autant de tours que nécessaire jusqu'à ce qu'un candidat obtienne la majorité absolue tout en ne nécessitant d'appeler les électeurs qu'une seule fois.

## Candidats
La procédure de nomination commence dès l'annonce de la démission de Humza Yousaf. Elle nécessite que les candidates et candidats à la direction du parti obtiennent d'abord un soutien des adhérents à leur candidature. Ils doivent recueillir 100 nominations du parti au niveau national et 20 nomination au niveau local afin de pouvoir concourir. La liste définitive doit être arrêté le 6 mai.

### Candidatures n'ayant pas abouti
Initialement pressentis pour se présenter,, Neil Gray (secrétaire à la santé), Stephen Flynn (député), Màiri McAllan (secrétaire à l'économie) et Jenny Gilruth (secrétaire à l'éducation) se rangent derrière l'ancien vice-premier ministre John Swinney le 29 avril.
Après avoir un temps envisagée de se présenter, l'ancienne secrétaire des Finances Kate Forbes a finalement annoncé le 2 mai ne pas concourir et donne son soutien à John Swinney.

## Campagne
Dès le 29 avril, seuls deux cadres du SNP semblent être en mesure de concourir à la direction du parti : John Swinney, ancien vice-premier ministre de Sturgeon mais aussi président du SNP de 2000 à 2004, et Kate Forbes qui a déjà été candidate à la direction du parti lors des élections de 2023. Néanmoins des discussions ont lieu entre les deux candidats potentiels  le jour suivant.
Ainsi le 2 mai, Forbes renonce officiellement à se présenter et se range derrière Swinney. Il est attendu qu'elle obtienne un poste important dans le futur gouvernement que Swinney monterait en cas de victoire. Ce même jour, ce dernier officialise sa candidature.
Le 5 mai, l'activiste et membre du SNP, Graeme McCormick annonce également sa candidature à la direction du parti et annonce pouvoir réunir les 100 pour concourir,. Cette décision suscite une polémique au sein du parti. Il se rétracte rapidement après avoir échangé avec Swinney.

## Résultats
Parvenu à réunir tous les potentiels opposants derrière lui, John Swinney est finalement désigné à l'unanimité comme successeur à la direction du SNP le 6 mai. Il revient ainsi à la tête du parti 20 ans après l'avoir quitté,. Il forme un nouveau gouvernement après été élu Premier ministre d'Écosse par le Parlement le lendemain.